# Мішкольц (хокейний клуб)
«Мішкольц» (угор. DVTK Jegesmedvék) — хокейний клуб з міста Мішкольц, Угорщина. Заснований у 1978 році.

## Історія
Клуб засновано в місті Мішкольц 1978 року. Команда виступала в чемпіонаті Угорщини, а з 2018 по 2021 роки виступала в Словацькій Екстралізі разом з іншим угорським клубом «МАК Будапешт».
Наразі клуб є постійним учасником міжнародної Ерсте ліги, де окрім угорських команд, також виступають румунські клуби. 

## Домашня арена

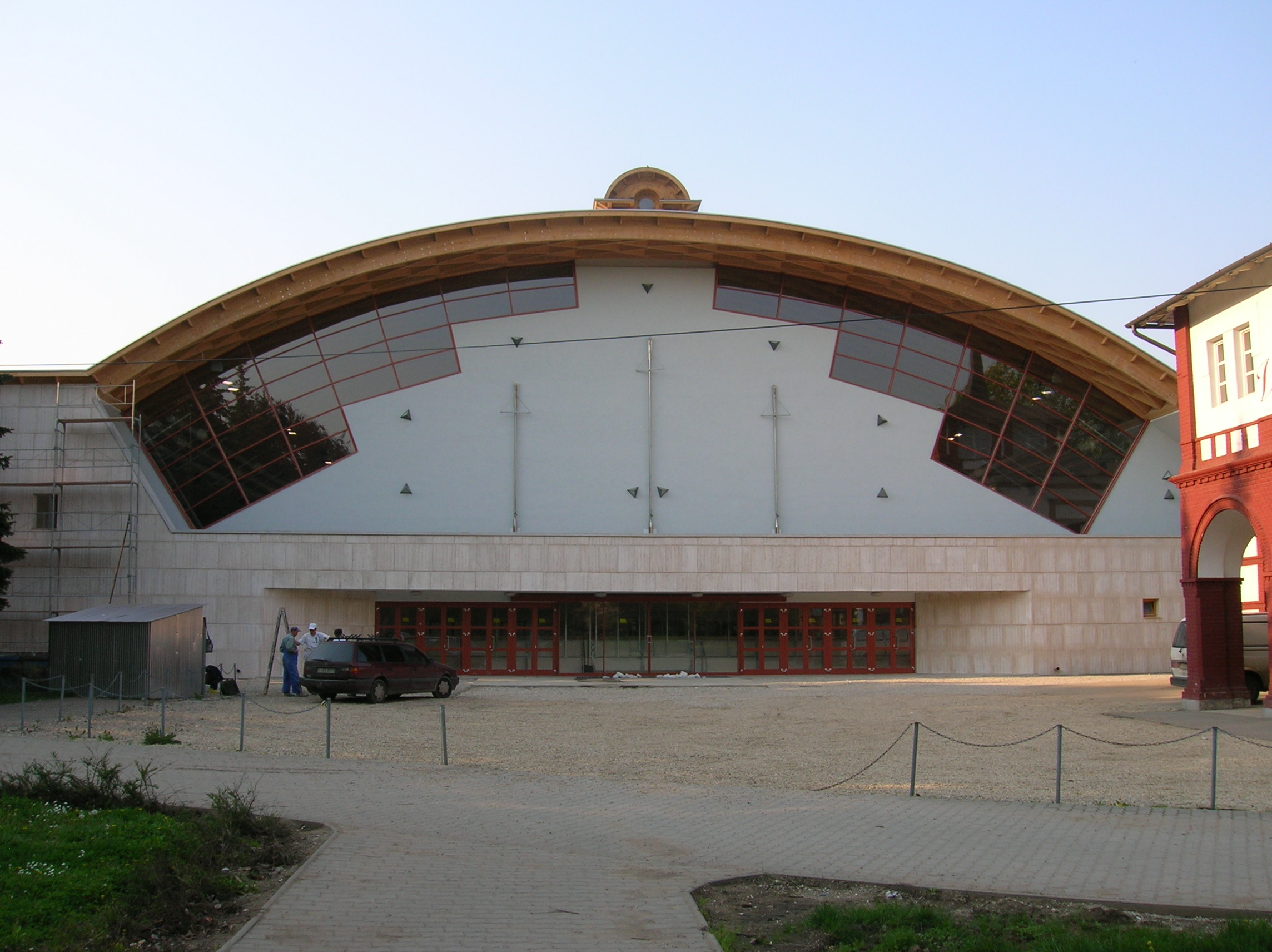
«Льодовий палац Мішкольц».

«Льодовий палац Мішкольц» домашній стадіон клубу, відкритий 2 квітня 2006 року. Арена вміщує 1304 глядачів.

## Досягнення
Чемпіонат Угорщини
- Переможець (3): 2014–15, 2015–16, 2016–17

Ерсте ліга
- Переможець (3): 2014–15,[3] 2015–16,[4] 2016–17
- Друге місце (2): 2011–12, 2017–18
- Третє місце (2): 2010–11, 2012–13

Кубок Татр
- Переможець (1): 2019